# 경찰박물관 목록
경찰박물관(警察博物館)은 다음과 같은 박물관이 있다.
- 국립경찰박물관
- 뉴욕 경찰 박물관
- 바이에른 경찰 박물관

## 같이 보기
- 제목에 "경찰박물관" 항목을 포함한 모든 문서